# Карасьов Іван Володимирович
Іва́н Володи́мировіч Карасьо́в (рос. Карасёв Иван Владимирович; *22 лютого 1970, Краснодар) — російський письменник, журналіст.
Член Спілки письменників Росії, член Спілки журналістів Росії. Вірші і прозу пише з 1987 року, друкується з 1993 року. У газеті «Більшовик Кавказу» вийшов вперше в світ його вірш «Піщинка». У 1993 році закінчив Кубанський державний технологічний університет за фахом «Фізика і техніка низьких температур».
У 1996 був прийнятий в Спілку журналістів Росії, а на семінарі молодих письменників Кубані його повість «Виря» була особливо відмічена письменником Віктором Лихоносовим (тим самим, хто написав «Наш маленький Париж»).
У 1998 році за рекомендацією письменницької організації він удостоєний стипендії адміністрації Краснодарського краю, установленої для обдарованих молодих авторів. А через рік вийшли дві його книги — «Виря» і поетична збірка «Коло земне». У 2003 році книга «Виря» була відмічена спеціальним дипломом губернатора Краснодарського краю «За високі досягнення в області художньої літератури». У тому ж році в Краснодарському виставковому залі пройшла виставка графіки Івана Карасьова (свої книги він ілюструє сам).
Вийшли в світ ряд науково-публіцистичних робіт Івана Карасева — «Філософський погляд на еволюцію екологічних ідей», «Алфавіт, як дзеркало людської цивілізації», «Шрифти в штатському і букви в личаках».
Зараз Іван Карасьов працює економічним оглядачем Краснодарського представництва «Російської газети». Готує до публікації фантастичну збірку «Плерома, або Усікновення сфери», нова збірка віршів «Євангеліє від Мороку».
Захоплюється етнолінгвістикою, міфологією і граматологією. Наближається до завершення складання енциклопедії «Всі писемності світу». Є автором планової мови Арахау. Два інших його проекту по лінгвоконструюванні — паліндромна мова Сунілінус і мова фонетичного мінімуму Альпте.
Як журналіст, публікується в «Російській газеті».